# デムビドロ
- デンビドロ

デムビドロ(Dembi Dollo、旧名:サヨ(Sayo)またはサイオ(Saïo)）は、エチオピア南西部のマーケットタウンで、オロミア州ケレム・ウェレガ県の首都。この町の緯度と経度は北緯8度32分 東経34度48分 / 北緯8.533度 東経34.800度で、標高で34.800m。
金細工職人と蜂蜜酒「テジ」の生産で知られている。町にはデムビドロ空港もある。

## 歴史

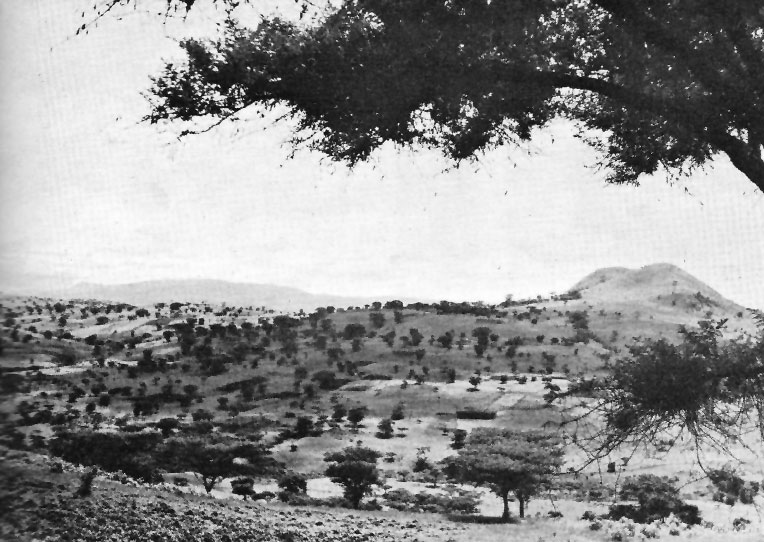
サイオの高さ、1942年頃

もともとはサヨとして知られていたが、1900年以降この地域を統治していた半自治王国の後、1920年までに、この町はイタリアが征服するまでエチオピア南西部のこの地域の総督の座として機能した。リチャード・パンクハーストは、この期間中、デムビドロは「コーヒーの素晴らしい商業の中心地であり、1930年代までに、大量のワックスと皮に加えて、おそらく50万キロの豆が毎年スーダンに輸出された」と述べている。リジ・イヤスは、1910年代にデムビドロを訪問し、歓迎された。
1958年までに、デムビドロはエチオピアでファーストクラスタウンシップとしてランク付けされた27の場所の1つになった。同年、コマーシャル・バンク・オブ・エチオピアはデムビドロに支店を開設した。
デルグの終焉前のオロモ解放戦線（OLF）の最後の軍事行動は、その部隊の一部がデムビドロで700人以上の政府兵士を殺害したと伝えられている。その後、OLFはデムビドロとその周辺地域の文民統制を引き継いだ。しかし、OLFがオロミア地域の残りの候補者を擁護する彼らの努力がオロモ人民民主組織によって挫折したことを発見したとき、OLFは1992年に政府から撤退した。 EPRDF軍がデムビドロを捕らえ、OLFを強制的に亡命させた。
現在、デムビドロでは近代的な給水システムが建設中で、2017年10月までに完成する予定。

## 人口統計
2007年の国勢調査では、この町の総人口は29,448人で、そのうち15,144人が男性、14,304人が女性であると報告されている。住民の大多数はプロテスタントであり、58.23％が宗教として報告し、30.14％がエチオピア正教会、8.81％がイスラム教徒で、2.07％がカトリック教徒であった。 
1994年の国勢調査によると、この町の総人口は19,587人で、そのうち9,832人が男性、9,755人が女性で、サヨ最大の集落だった。